# Луккетти, Эктор Пабло
Эктор Пабло Луккетти (исп. Héctor Pablo Lucchetti; 9 марта 1905 — ?) — аргентинский фехтовальщик. На Олимпиаде 1928 года в Амстердаме завоевал бронзовую медаль в составе аргентинской команды по фехтованию.
Путёвку в финал южноамериканцы уступили французам. В матче за третье место «альбиселесте» обыграла сборную Бельгии, завоевав таким образом первые и единственные на данный момент бронзовые медали по фехтованию Аргентины.
Участник Летних Олимпийских игр 1936 года. Член спортивного клуба «Бельграно Атлетик Клуб». Брат аргентинского чемпиона Луиса Луккетти.

## Личная жизнь
Эктор Пабло родился в марте 1905 года в городе Ла-Плата. Отец — Хосе Луккетти, мать — Кармен Санмартино де Луккетти.
Женился в возрасте двадцати пяти лет — его супругой стала 17-летняя Паулине Сесил Каролин Дистелбринк, уроженка Амстердама. Их брак был зарегистрирован 5 июня 1930 года в Амстердаме, но спустя шесть лет был расторгнут. В декабре 1938 года вновь женился на Паулине. В браке родилось двое детей: сын Эктор и дочь Луиза.